# 相模原市立串川中学校
相模原市立串川中学校（さがみはらしりつ くしかわちゅうがっこう）は、神奈川県相模原市緑区長竹にある公立中学校。

## 沿革
- 1947年（昭和22年）
  - 5月6日 - 串川小学校旧第3校舎にて開校。
  - 6月 - 串川中学校PTA発足。
- 1949年（昭和24年）
  - 4月14日 - 新校舎落成式挙行。
  - 5月17日 - 津久井町大字根小屋字寺沢に学校林5町歩を設置し植林を開始する。
  - 9月10日 - 串川中学校生徒会発足。
- 1952年（昭和27年）7月17日 - 校歌制定。
- 1953年（昭和28年）4月1日 - 校庭東口入口通路の完成。
- 1955年（昭和30年）4月1日 - 町村合併により津久井町串川中学校と改称。
- 1956年（昭和31年）
  - 9月16日 - 特別教室増築落成式の挙行。
  - 10月20日 - 増築記念の学校祭を実施。
- 1957年（昭和32年）
  - 5月30日 - 特別教室備品が整備される。
  - 11月23日 - 創立10周年記念学校祭開催。
- 1958年（昭和33年）
  - 3月20日 - 校旗制定。
  - 5月15日 - 校舎の塗装工事実施。
  - 6月30日 - 校庭周辺金網工事完了。
- 1962年（昭和37年）
  - 4月25日 - 学校給食開始。
  - 6月2日 - 給食調理場落成式挙行。
- 1963年（昭和38年）12月25日 - 技術科教室落成式挙行。
- 1964年（昭和39年）8月25日 - 校舎大修理完了。
- 1966年（昭和41年）3月23日 - 学校プール完成。
- 1967年（昭和42年）3月20日 - 英語科用シンクロファックス設置。
- 1972年（昭和47年）
  - 4月1日 - 研究学級（障害児）を設置。
  - 4月23日 - 串川地区社会体育館落成し、24日より体育授業実施。
- 1974年（昭和49年）9月21日 - テニスコート2面新設（校庭拡張）。
- 1975年（昭和50年）4月1日 - 訪問指導学級設置。
- 1977年（昭和52年）11月6日 - 串川中学校30周年記念式典挙行。
- 1982年（昭和57年）1月13日 - 校庭拡張工事完工。
- 1983年（昭和58年）
  - 2月28日 - 校舎建築工事完成。
  - 4月1日 - 旧校舎から新校舎へ移転。
- 1985年（昭和60年）8月 - 校庭高層防球ネット増設。
- 1986年（昭和61年）4月19日 - 体育館落成式挙行。
- 1988年（昭和63年）4月 - 新校服制定。
- 1989年（平成元年）4月 - 外トイレ完成。
- 1992年（平成4年）
  - 3月10日 - グランド体育倉庫（マット格納庫）完成。
  - 3月19日 - 萼堂桜（御衣黄）植樹。
- 1993年（平成5年）6月14日 - ドーム式プール本体工事着工。
- 1994年（平成6年）5月18日 - ドーム式プール竣工式挙行。
- 1996年（平成8年）
  - 9月 - 給食用熱風消毒設置。
  - 12月20日 - コンピューターをインターネットに接続し、ホームページ開設。
- 1997年（平成9年）
  - 2月 - コンピューターによる図書館の管理と図書の検索開始。
  - 3月 - 創立50周年記念誌発行。
  - 4月 - 校庭防球ネット増設工事。
  - 8月 - 校舎全階トイレ壁塗装工事。
- 1998年（平成10年）
  - 9月 - 空調設備設置（校長室・職員室・保健室）。
  - 10月 - 通学カバンを自由にする。
  - 12月 - コンピューター入れ替え（20台）。
- 1999年（平成11年）
  - 1月 - シュレッダー設置。
  - 4月 - スクールカウンセラー室設置。
  - 11月 - 校舎3階の男子トイレ改修。
- 2002年（平成14年）
  - 3月 - インターネット用電話回線ADSLに変更。
  - 6月 - プール塗装工事部分補修工事完工。
- 2003年（平成15年）
  - 5月 - PCインストラクター配置、インターネット2回線に増設。
  - 8月 - 高架水槽改修工事工事。
- 2004年（平成16年）1月 - 町道工事に伴う校庭バックネット、校庭外水道改修工事。
- 2006年（平成18年）
  - 3月20日 - 津久井町の相模原市への合併により、相模原市立串川中学校と改称。
  - 8月 - PC教室コンピューター入れ替え（40台）。
- 2007年（平成19年）8月 - PC教室に空調設備設置、普通教室に扇風機設置。
- 2008年（平成20年）
  - 2月 - 防球ネットの改修。
  - 6月 - 特別教室に扇風機設置。
  - 8月29日 - 体育館北側斜面で崖崩れ発生。
- 2009年（平成21年）
  - 1月 - 3教室にFFストーブ普通教室設置。
  - 3月15日 - ドーム式プール屋根の改修。
- 2010年（平成22年）
  - 1月6日 - 普通教室に大型テレビ設置。
  - 2月 - 普通教室・特別教室に校内LAN設置。
  - 3月16日 - 体育館北側斜面崖崩れ工事完成。
  - 8月 - トイレ改造・改修工事。ベランダ改修。
- 2011年（平成23年）1月15日 - 3教室にFFストーブ普通教室設置。
- 2012年（平成24年）
  - 4月1日 - 新学習指導要領実施。
  - 7月6日 - 串川地域振興協議会より楽器の寄贈。
  - 8月 - PC教室整備。
- 2014年（平成26年）11月 - 体育館屋根に雪止め修繕。
- 2015年（平成27年）10月 - プール開閉式屋根修理。
- 2016年（平成28年）
  - 3月 - 図書室床改修工事。
  - 11月 - 全教室にエアコン設置。
- 2017年（平成29年）4月 - グランドに時計塔設置（地域からの寄付）。
- 2019年（令和元年）10月 - 体育館改修工事着工。
- 2020年（令和2年）
  - 3月 - 体育館改修工事完工。
  - 3月2日 - この日から5月30日まで、新型コロナウイルス感染症拡大防止のための緊急事態宣言等による臨時休校の措置を採る。
  - 11月 - クロームブック導入（1人1台）。
- 2021年（令和3年）3月 - 自動水栓設置。

## 通学区域
- 相模原市緑区[2]
  - 青山（1番〜2881番）
  - 太井（336番・347番2号・472番〜476番）
  - 長竹（全域）
  - 中野（66番3号〜66番22号）
  - 根小屋（全域）

## 進学前小学校
- 相模原市緑区
  - 相模原市立串川小学校
  - 相模原市立根小屋小学校